# Glyptothorax cavia
Glyptothorax cavia är en fiskart som först beskrevs av Hamilton 1822.  Glyptothorax cavia ingår i släktet Glyptothorax och familjen Sisoridae. IUCN kategoriserar arten globalt som livskraftig. Inga underarter finns listade i Catalogue of Life.